# Gamal Al-Ghandour
Gamal Mahmoud Ahmed Al-Ghandour (Il Cairo, 12 giugno 1957) è un ex arbitro di calcio egiziano.

## Carriera
Ghandour è da considerarsi come uno dei più grandi arbitri africani, assieme al marocchino Said Belqola (arbitro della finale dei mondiali di calcio 1998), essendo stato l'unico ad aver avuto l'onore di essere selezionato per un'edizione degli europei di calcio, precisamente quella del 2000 in Belgio e Paesi Bassi.
Promosso al rango di internazionale nel 1993, nel 1995 è impiegato ai mondiali under 20 in Qatar, mentre nel 1996 viene designato per le Olimpiadi di Atlanta dove dirige anche la finale per la medaglia di bronzo tra Brasile e Portogallo. A dicembre dello stesso anno partecipa anche alla Coppa d'Asia della quale dirige una partita dei gironi, un quarto di finale e una delle due semifinali.
Nel 1998 partecipa per la prima volta ai mondiali di calcio, dove dirige Cile-Austria, Stati Uniti-Jugoslavia e il quarto di finale Brasile-Danimarca. Come già detto, nel 2000, unico arbitro extra-europeo della storia, arbitra al campionato europeo di calcio le partite Spagna-Norvegia e Rep. Ceca-Danimarca. L'anno successivo prende parte al torneo FIFA Confederations Cup in Corea del Sud e Giappone.
Nel 2002, anno in cui conclude la carriera per raggiunti limiti d'età, è protagonista della finale di Coppa d'Africa tra Camerun e Senegal (ha diretto anche nelle edizioni 1996, 1998 e 2000 di questo torneo).
Sempre nello stesso anno al mondiale di calcio nippo-coreano gli toccano le gare del 1º Turno Spagna-Paraguay, Brasile-Costa Rica ed il quarto di finale Spagna e Corea del Sud.
Il quarto di finale del Mondiale sarà la partita per la quale Ghandour sarà maggiormente ricordato. La Corea del Sud, paese ospitante, aveva eliminato negli ottavi di finale l'Italia, in una partita segnata dal controverso arbitraggio di Byron Moreno, giudicato da molti favorevole ai sudcoreani, mentre la Spagna aveva sconfitto ai rigori l'Irlanda. La designazione di Ghandour, direttore di gara di grande esperienza, per la gara contro la Spagna era considerata una garanzia. Invece, Ghandour ed i suoi assistenti si resero protagonisti di scelte che sollevarono diverse polemiche, soprattutto tra gli sportivi spagnoli. L'egiziano infatti annullò un gol alla Spagna per un fallo in mischia inesistente, l'assistente di Trinidad e Tobago Michael Ragoonath fece annullare un altro gol iberico segnalando erroneamente che il pallone era uscito dal campo oltrepassando la linea di fondo, mentre l'altro assistente, l'ugandese Ali Tomusangue bloccò una pericolosa azione d'attacco per un fuorigioco inesistente. La partita si consluse quindi con uno 0-0 che rese necessari i tiri di rigore, dai quali uscì vincitrice la nazionale sudcoreana. Le proteste per questi errori spinsero il dirigente spagnolo Angel Maria Villar Llona, membro FIFA e coordinatore del settore arbitrale, a rassegnare le dimissioni dalla carica.

## Fonti
- Sito della CAF, su cafonline.com.
- Sito della FIFA, su FIFA.com.
- Sito di curiosità sugli arbitri, su worldreferee.com.